# Відкритий чемпіонат Японії з тенісу 1985
Відкритий чемпіонат Японії з тенісу 1985 (також відомий під назвою Japan and Asian Open Tennis Championships 1985) - тенісний турнір серії Grand Prix, що проходив на відкритих кортах з твердим покриттям у Токіо (Японія). Тривав з 14 до 20 жовтня 1985 року. Скотт Девіс і Габріела Сабатіні здобули титул в одиночному розряді.

## Фінальна частина

### Одиночний розряд, чоловіки
Скотт Девіс —  Джиммі Аріес 6–1, 7–6

### Одиночний розряд, жінки
Габріела Сабатіні —  Лінда Гейтс 6–3, 6–4

### Парний розряд, чоловіки
Скотт Девіс /  Девід Пейт —  Семмі Джаммалва /  Greg Holmes 7–6, 6–7, 6–3